# Placobdella costata
Placobdella costata — вид п'явок роду Placobdella родини Пласкі п'явки ряду Хоботні п'явки (Arhynchobdellida). Синоніми — Clepsine costata, Haementeria costata. Спочатку було віднесено до роду Clepsine, який згодом перейменовано на Placobdella. У 1936 році переведено до роду Haementeria, а у 1969 році повернуто до Placobdella. Інша назва «прісноводна черепашача п'явка».

## Опис
Зазвичай сягає 2-3 см завдовжки, окремі особини досягають 7 см. У неї 2 пари очей, з яких передня поєднана між собою, а задня значно більша. Передня пара має поганий зір. Щелепи та присоска влаштовані так, що не лише дозволяють смоктати кров, а й дряпають шкіру. Тіло широке, дуже сплощене, листоподібне. Уздовж тіла йде декілька рядків дрібних сосочків, що йдуть посередині спини, інші рядки сосочків проходять зовні від серединного ряду.
Забарвлення від зеленуватого (у передній частині) до майже коричневого кольору (позаду) з переривчастою вузькою світлою смужкою.

## Спосіб життя
Зустрічається насамперед у прісних, неглибоких та навіть стоячих водоймах. Паразитує головним чином на болотяній та каспійській черепахах, також може смоктати кров птахів, ссавців (європейського бобра) і людини.
У період розмноження завжди залишає свого «господаря». Інакше під час частих виходів черепахи на сушу молоді п'явки, шкірні покриви яких дуже ніжні, швидко гинули б.

## Розповсюдження
Поширена в Європі (Велика Британія, від Нідерландів та ФРН до України й Білорусі — на сході, Литави і Латвії — на півночі, Болгарії та Македонії — на півдні). Також мешкає на Кавказі, Близькому Сході, Північній Африці. Інколи трапляється в деяких областях Російської Федерації, що межують з Україною та Білоруссю, інколи заноситься птахами до Татарстану, Новгородської та Нижньогородської областей.

## Медична користь
У XIX ст. цю п'явку використовували в Криму з медичними цілями як замінник медичної п'явки.